# Franz Reichelt
Franz Karl Reichelt nebo také François Reichelt (16. října 1878 Štětí – 4. února 1912 Paříž) byl rakouskouherský průkopník parašutismu, který zahynul při testování záchranného obleku vlastní výroby skokem z Eiffelovy věže.

## Život
Narodil se ve Štětí (německy Wegstädtl) v německy hovořící rodině, vyučil se krejčím. Usadil se v Paříži a otevřel si módní salon v rue Gaillon ve 2. pařížském obvodu, v roce 1909 obdržel francouzské občanství. Dozvěděl se o finanční odměně, kterou Aéro-Club de France vypsal pro toho, kde sestrojí funkční padák, a pokusil se ušít plášť z pogumovaného hedvábí, který by se při pádu rozevřel a kladl takový odpor vzduchu, aby umožnil bezpečně přistát. Jeho první pokus vážil 70 kg a měl plochu šesti metrů čtverečních, později se rozhodl snížit váhu tím, že nosné tyče nahradil provazy. Při testování svého výtvoru utrpěl řadu zranění, ani pokusy s krejčovskými figurínami nedopadly přesvědčivě. Přesto dostal úřední povolení k předvedení padáku na Eiffelově věži, které provedl za přítomnosti novinářů v neděli 4. února 1912 v osm hodin ráno. Reichelt vyskočil z prvního patra umístěného ve výšce 57 metrů, jeho oblek se však rozevřel jen částečně, nedokázal let ztlumit a vynálezce byl na místě mrtev. Jeho pokus byl také zaznamenán na filmový pás.
Na Reicheltovu myšlenku navázali ve třicátých letech američtí kaskadéři, za prvního úspěšného uživatele létajícího obleku je označován Rex Finney. Rozvoj syntetických materiálů umožnil v devadesátých letech vznik nového extrémního sportu, nazvaného wingsuiting.